# Tauros (Pokémon)
Pour les articles homonymes, voir Tauros.
Tauros (ケンタロス, Kentauros, dans les versions originales en japonais) est une espèce de Pokémon de première génération. Il porte le numéro national 128 dans le Pokédex.

## Création
Tauros évoque un bison. Son nom vient de « taureau ».

## Description

### Tauros
Tauros ressemble à un taureau, comme son nom l'indique, ou un buffle. Il a trois queues avec lesquelles il se fouette lui-même pour augmenter son agressivité. Ils vivent en troupeau et se font des combats de cornes pour désigner l'individu dominant. Tous les Tauros sont des mâles. Ce Pokémon est de type Normal. Ses talents sont Intimidation, Colérique et Sans Limite. Il fait partie du groupe d'œuf terrestre.

### Tauros de Paldea
Tauros de Paldea est un Pokémon de type combat et est issu de la neuvième génération. Il possède trois forme : la forme combative (forme normale), la forme aquatique (de type eau) et la forme flamboyante (de type feu).

## Apparition

### Jeux vidéo
Tauros apparaît dans la série de jeux vidéo Pokémon. Tauros apparaît pour la première fois dans Pokémon Rouge et Vert (Japon) et dans Pokémon Rouge et Bleu (et Europe et aux États-Unis). Tauros de Paldea apparaît pour la première fois dans Pokémon Écarlate et Violet. D'abord en japonais, puis traduits en plusieurs autres langues, ces jeux ont été vendus à près de 200 millions d'exemplaires à travers le monde.
Dans Pokémon Rouge et Bleu, Tauros est l'un des cinq Pokémon du Professeur Chen, qui devait constituer l'ultime défi du jeu avant d'être supprimé en cours de développement,.

### Série télévisée et films
La série télévisée Pokémon et les films qui en sont issus narrent les aventures d'un jeune dresseur de Pokémon du nom de Sacha, qui voyage à travers le monde pour affronter d'autres dresseurs ; l'intrigue est souvent distincte de celle des jeux vidéo. On peut noter que Sacha possède 30 Tauros.